# (468319) 2016 CT71
(468319) 2016 CT71 es un asteroide perteneciente al cinturón de asteroides, descubierto el 3 de noviembre de 1999 por el equipo Spacewatch desde el Observatorio Nacional de Kitt Peak (Arizona, Estados Unidos).